# صدف راه‌راه شنی
صدف راه‌راه شنی (نام علمی: Acanthocardia spinosa) نام یک گونه از سرده صدف‌های راه‌راه خاردار است.